# Œuvres d'Akira Toriyama
Cette page recense la liste des œuvres d'Akira Toriyama par année de sortie. 

## Œuvres de l'auteur

### Manga: publications pour magazines

#### 1970-1979
- Awawa Island, Non publié, juin 1977
Scénario et dessin : Akira Toriyama
- Gum Gum Punch Songoku, Non publié, 1978
Scénario et dessin : Akira Toriyama
- Jouney To West, Non publié, 1978
Scénario et dessin : Akira Toriyama
- Mysterious Rain Jack, Monthly Young Jump, juin 1978
Scénario et dessin : Akira Toriyama
- L'Île merveilleuse, Weekly Shonen Jump, décembre 1978-25 janvier 1979
Scénario et dessin : Akira Toriyama
- L'Île d'Haraï, Weekly Shonen Jump, 20 avril 1979
Scénario et dessin : Akira Toriyama
- Inspecteur Tomato, Weekly Shonen Jump, 20 avril 1979
Scénario et dessin : Akira Toriyama

#### 1980-1989
- Dr Slump, Weekly Shonen Jump, janvier 1980-août 1984
Scénario et dessin : Akira Toriyama
- Pola and Roïd, Weekly Shonen Jump, mars 1981
Scénario et dessin : Akira Toriyama
- L'Évasion, Weekly Shonen Jump, 10 janvier 1982
Scénario et dessin : Akira Toriyama
- Mad Matic, Weekly Shonen Jump, février 1982
Scénario et dessin : Akira Toriyama
- Pink, Fresh Jump, octobre 1982
Scénario et dessin : Akira Toriyama
- Chobit, Weekly Shonen Jump, février 1983
Scénario et dessin : Akira Toriyama
- Dragon Boy, Fresh Jump, août 1983
Scénario et dessin : Akira Toriyama
- Tongpoo, Fresh Jump, novembre 1983
Scénario et dessin : Akira Toriyama
- Dragon Ball, Weekly Shonen Jump, novembre 1984-juin 1995
Scénario et dessin : Akira Toriyama
- Mister Hô, Weekly Shonen Jump, novembre 1986
Scénario et dessin : Akira Toriyama
- Lady Red, Super Jump, 10 avril 1987
Scénario et dessin : Akira Toriyama
- Kennosuké, Weekly Shonen Jump, août 1987
Scénario et dessin : Akira Toriyama
- Sonchoh, Weekly Shonen Jump, janvier 1988
Scénario et dessin : Akira Toriyama
- Mamejiro, Weekly Shonen Jump, août 1988
Scénario et dessin : Akira Toriyama
- Soramaru, Weekly Shonen Jump, février 1989
Scénario et dessin : Akira Toriyama

#### 1990-1999
- Wolf, Shueisha, janvier 1990
Scénario et dessin : Akira Toriyama
- Cashman, V Jump, 12 décembre 1990-mai 1997
Scénario : Akira Toriyama, Takao Koyama - Dessin : Akira Toriyama, Katsuyoshi Nakatsuru
- Trunks The Story : A Lone Warrior, Weekly Shonen Jump, août 1992-27 novembre 1991
Scénario et dessin : Akira Toriyama
- Dub and Peter, V Jump, 22 novembre 1992-4 avril 1993
Scénario et dessin : Akira Toriyama
- Go! Go! Ackman, V Jump, juillet 1993-octobre 1994
Scénario et dessin : Akira Toriyama
- Alien X Peke, Weekly Shonen Jump, août 1996
Scénario et dessin : Akira Toriyama
- Toki Mecha, Weekly Shonen Jump, décembre 1996
Scénario et dessin : Akira Toriyama
- Majin Mura No Bubul, Weekly Shonen Jump, avril 1997
Scénario et dessin : Akira Toriyama
- Cowa!, Weekly Shonen Jump, octobre 1997-février 1998
Scénario et dessin : Akira Toriyama
- Kajika, Weekly Shonen Jump, juillet 1998-septembre 1998
Scénario et dessin : Akira Toriyama
- Haigyo No Mahi Mahi, Weekly Shonen Jump, janvier 1998
Scénario et dessin : Akira Toriyama
- Neko Majin, Weekly Shonen Jump, avril 1999-février 2005
Scénario et dessin : Akira Toriyama

#### 2000-2009
- Hyowtam, Weekly Shonen Jump, janvier 2000
Scénario et dessin : Akira Toriyama
- Sand Land, Weekly Shonen Jump, juin 2000-juin
Scénario et dessin : Akira Toriyama
- Cross Epoch, Weekly Shonen Jump, janvier 2006
Scénario : Akira Toriyama - Dessin : Akira Toriyama, Eiichiro Oda
- Cho Kochikame, Weekly Shonen Jump, janvier 2006
Scénario : Akira Toriyama - Dessin : Akira Toriyama, Osamu Akimoto
- Dr. Mashirito & Abale-chan, Weekly Shonen Jump, janvier 2007
Scénario et dessin : Akira Toriyama
- Sachi-chan Guu, Jump Square, avril 2008
Scénario : Akira Toriyama - Dessin : Masakazu Katsura
- Jiya, Weekly Shonen Jump, décembre 2009
Scénario : Akira Toriyama - Dessin : Masakazu Katsura
- Kintoki, Weekly Shonen Jump, décembre 2010
Scénario et dessin : Akira Toriyama

#### 2013
- Jaco the Galactic Patrolman, Weekly Shonen Jump, juillet 2013-septembre 2013
Scénario et dessin : Akira Toriyama

### Mangas: publications en albums

#### 1980-1989
- Dr Slump volume 1, Shueisha, août 1980
Scénario et dessin : Akira Toriyama
- Dr Slump volume 2, Shueisha, octobre 1980
Scénario et dessin : Akira Toriyama
- Dr Slump volume 3, Shueisha, décembre 1980
Scénario et dessin : Akira Toriyama
- Dr Slump volume 4, Shueisha, avril 1981
Scénario et dessin : Akira Toriyama
- Dr Slump volume 5, Shueisha, août 1981
Scénario et dessin : Akira Toriyama
- Dr Slump volume 6, Shueisha, décembre 1981
Scénario et dessin : Akira Toriyama
- Dr Slump volume 7, Shueisha, mai 1982
Scénario et dessin : Akira Toriyama
- Dr Slump volume 8, Shueisha, août 1982
Scénario et dessin : Akira Toriyama
- Dr Slump volume 9, Shueisha, décembre 1982
Scénario et dessin : Akira Toriyama
- Dr Slump volume 10, Shueisha, mai 1983
Scénario et dessin : Akira Toriyama
- Akira Toriyama Histoires Courtes volume 1, Shueisha, juillet 1983
Scénario et dessin : Akira Toriyama
- Dr Slump volume 11, Shueisha, septembre 1983
Scénario et dessin : Akira Toriyama
- Dr Slump volume 12, Shueisha, décembre 1983
Scénario et dessin : Akira Toriyama
- Dr Slump volume 13, Shueisha, mars 1984
Scénario et dessin : Akira Toriyama
- Dr Slump volume 14, Shueisha, juin 1984
Scénario et dessin : Akira Toriyama
- Dr Slump volume 15, Shueisha, octobre 1984
Scénario et dessin : Akira Toriyama
- Dr Slump volume 16, Shueisha, janvier 1985
Scénario et dessin : Akira Toriyama
- Dr Slump volume 17, Shueisha, mars 1985
Scénario et dessin : Akira Toriyama
- Dr Slump volume 18, Shueisha, mai 1985
Scénario et dessin : Akira Toriyama
- L'Apprenti mangaka, Shueisha, mai 1985
Scénario : Akira Toriyama - Dessin : Akira Toriyama, Akira Sakuma
- Dragon Ball volume 1, Shueisha, septembre 1985
Scénario et dessin : Akira Toriyama
- Dragon Ball volume 2, Shueisha, janvier 1986
Scénario et dessin : Akira Toriyama
- Dragon Ball volume 3, Shueisha, juin 1986
Scénario et dessin : Akira Toriyama
- Dragon Ball volume 4, Shueisha, octobre 1986
Scénario et dessin : Akira Toriyama
- Dragon Ball volume 5, Shueisha, janvier 1987
Scénario et dessin : Akira Toriyama
- Dragon Ball volume 6, Shueisha, mars 1987
Scénario et dessin : Akira Toriyama
- Dragon Ball volume 7, Shueisha, mai 1987
Scénario et dessin : Akira Toriyama
- Dragon Ball volume 8, Shueisha, juillet 1987
Scénario et dessin : Akira Toriyama
- Dragon Ball volume 9, Shueisha, septembre 1987
Scénario et dessin : Akira Toriyama
- Dragon Ball volume 10, Shueisha, novembre 1987
Scénario et dessin : Akira Toriyama
- Dragon Ball volume 11, Shueisha, février 1988
Scénario et dessin : Akira Toriyama
- Akira Toriyama Histoires Courtes volume 2, Shueisha, mars 1988
Scénario et dessin : Akira Toriyama
- Dragon Ball volume 12, Shueisha, avril 1988
Scénario et dessin : Akira Toriyama
- Dragon Ball volume 13, Shueisha, juin 1988
Scénario et dessin : Akira Toriyama
- Dragon Ball volume 14, Shueisha, août 1988
Scénario et dessin : Akira Toriyama
- Dragon Ball volume 15, Shueisha, décembre 1988
Scénario et dessin : Akira Toriyama
- Dragon Ball volume 16, Shueisha, février 1989
Scénario et dessin : Akira Toriyama
- Dragon Ball volume 17, Shueisha, mai 1989
Scénario et dessin : Akira Toriyama
- Dragon Ball volume 18, Shueisha, juillet 1989
Scénario et dessin : Akira Toriyama
- Dragon Ball volume 19, Shueisha, novembre 1989
Scénario et dessin : Akira Toriyama

#### 1990-1999
- Dragon Ball volume 20, Shueisha, janvier 1990
Scénario et dessin : Akira Toriyama
- Dragon Ball volume 21, Shueisha, avril 1990
Scénario et dessin : Akira Toriyama
- Dragon Ball volume 22, Shueisha, juillet 1990
Scénario et dessin : Akira Toriyama
- Dragon Ball volume 23, Shueisha, octobre 1990
Scénario et dessin : Akira Toriyama
- Dragon Ball volume 25, Shueisha, mars 1991
Scénario et dessin : Akira Toriyama
- Dragon Ball volume 26, Shueisha, juin 1991
Scénario et dessin : Akira Toriyama
- Dragon Ball volume 27, Shueisha, août 1991
Scénario et dessin : Akira Toriyama
- Dragon Ball volume 28, Shueisha, novembre 1991
Scénario et dessin : Akira Toriyama
- Dragon Ball volume 29, Shueisha, mars 1992
Scénario et dessin : Akira Toriyama
- Dragon Ball volume 30, Shueisha, juin 1992
Scénario et dessin : Akira Toriyama
- Dragon Ball volume 31, Shueisha, août 1992
Scénario et dessin : Akira Toriyama
- Dragon Ball volume 32, Shueisha, octobre 1992
Scénario et dessin : Akira Toriyama
- Dragon Ball volume 33, Shueisha, décembre 1992
Scénario et dessin : Akira Toriyama
- Dragon Ball volume 34, Shueisha, juin 1993
Scénario et dessin : Akira Toriyama
- Dragon Ball volume 35, Shueisha, septembre 1993
Scénario et dessin : Akira Toriyama
- Dragon Ball volume 36, Shueisha, novembre 1993
Scénario et dessin : Akira Toriyama
- Dragon Ball volume 37, Shueisha, avril 1994
Scénario et dessin : Akira Toriyama
- Dragon Ball volume 39, Shueisha, décembre 1994
Scénario et dessin : Akira Toriyama
- Dragon Ball volume 40, Shueisha, mars 1995
Scénario et dessin : Akira Toriyama
- Dragon Ball volume 41, Shueisha, juin 1995
Scénario et dessin : Akira Toriyama
- Dragon Ball volume 42, Shueisha, août 1995
Scénario et dessin : Akira Toriyama
- Akira Toriyama Histoires Courtes volume 3, Shueisha, août 1997
Scénario et dessin : Akira Toriyama
- Cowa!, Shueisha, mai 1998
Scénario et dessin : Akira Toriyama

#### 2000-2009
- Sand Land, Shueisha, novembre 2000
Scénario et dessin : Akira Toriyama
- Toccio The Angel, Shueisha, février 2003
Scénario et dessin : Akira Toriyama
- Dragon Ball Kanzenban volume 34 (fin alternative), Shueisha, avril 2004
Scénario et dessin : Akira Toriyama
- Neko Majin, Shueisha, avril 2005
Scénario et dessin : Akira Toriyama

#### 2014
- Jaco the Galactic Patrolman, Shueisha, avril 2014
Scénario et dessin : Akira Toriyama

#### 2015
- Dragon Ball Super, Shueisha, Glénat, juin 2015
Scénario : Akira Toriyama - Dessin : Toyotarō

### Art-book
- The World (Toriyama), Shueisha, janvier 1990
Scénario et dessin : Akira Toriyama
- Akira Toriyama The World Special, Shueisha, septembre 1990
Scénario et dessin : Akira Toriyama
- Le Grand livre de Dragon Ball, Shueisha, juin 1995
Scénario et dessin : Akira Toriyama
- Dragon Ball Daizenshuu 2 : Story Guide, Shueisha, août 1995
Scénario et dessin : Akira Toriyama
- Dragon Ball Daizenshuu 3 : TV Animation Part 1, Shueisha, septembre 1995
Scénario et dessin : Akira Toriyama
- Dragon Ball Daizenshuu 4 : World Guide, Shueisha, octobre 1995
Scénario et dessin : Akira Toriyama
- Dragon Ball Daizenshuu 5 : TV Animation Part 2, Shueisha, décembre 1995
Scénario et dessin : Akira Toriyama
- Dragon Ball Daizenshuu 6 : Movie And TV Specials, Shueisha, décembre 1995
Scénario et dessin : Akira Toriyama
- Dragon Ball Daizenshû Appendix : Cardass Perfect File Part 1, Shueisha, février 1996
Scénario et dessin : Akira Toriyama
- Le Dictionnaire de Dragon Ball, Shueisha, février 1996
Scénario et dessin : Akira Toriyama
- Dragon Ball Daizenshû Appendix : Cardass Perfect File Part 2, Shueisha, avril 1996
Scénario et dessin : Akira Toriyama
- Dragon Ball Daizenshuu Appendix : TV Animation Part 3, Shueisha, août 1996
Scénario et dessin : Akira Toriyama
- Dragon Ball GT : Perfect File 1, Shueisha, mai 1997
Scénario et dessin : Akira Toriyama
- Dragon Ball GT : Perfect File 2, Shueisha, décembre 1997
Scénario et dessin : Akira Toriyama
- Dragon Ball Landmark, Shueisha, décembre 2003
Scénario et dessin : Akira Toriyama
- Dragon Ball Forever, Shueisha, avril 2004
Scénario et dessin : Akira Toriyama

### Animation
- Crusher Joe, film d'animation, design, mars 1983
- Apple Pop Puppet Theatre, film d'animation, design, avril 1988
- Kosuke and Rikimaru, film d'animation, réalisation, septembre 1988
- Pink Water Bandit, Rain Bandit, film d'animation, réalisation, Toeï Animation, juillet 1990
- Kennosuke-sama, film d'animation, réalisation, Toeï Animation, juillet 1990

### Jeux vidéo

#### 1980-1989
- Dragon Quest, design, Enix, mai 1986
- Dragon Quest II, design, Enix, janvier 1987
- Dragon Quest III, design, Enix, février 1988

#### 1990-1999
- Dragon Quest IV, design, Enix, février 1990
- Dragon Quest V, design, Enix, septembre 1992
- Torneko no Daibouken: Fushigi no Dungeon, design, Enix, septembre 1993
- Chrono Trigger, design, Squaresoft, mars 1995
- Dragon Quest VI, design, Enix, décembre 1995
- Tobal n°1, design, Squaresoft, août 1996
- Tobal n°2, design, Squaresoft, avril 1997
- Dragon Quest Monster, design, Enix, 1998
- Torneko no Daibouken 2, design, Enix, septembre 1999

#### 2000-2009
- Dragon Quest VII, design, Enix, août 2000
- Dragon Quest Monster 2, design, Enix, 2001
- Torneko no Daibouken 3, design, Enix, octobre 2002
- Dragon Quest Shine Murimuri, design, Enix, 2003
- Dragon Quest Monsters: Caravan Heart, design, Enix, 2003
- Kenshin Dragon Quest, design, Enix, 2003
- Dragon Quest VIII, design, Square Enix, novembre 2004
- Dragon Quest: Shounen Yangus to Fushigi no Dungeon, design, Square Enix, avril 2006
- Blue Dragon, design, Microsoft Game Studios, décembre 2006
- Dragon Quest Monsters : Joker, design, Square Enix, décembre 2006
- Dragon Quest Swords : La Reine masquée et la tour des miroirs, design, Square Enix, juillet 2007
- Dragon Quest IX, design, Square Enix, juillet 2009

#### 2010-2019
- Dragon Quest X, design, Square Enix, 2012
- Dragon Quest XI, design, Square Enix, 2017

### Design d'objets
- Lisa, maquette, 1986
- Scout Mobile Tongpoo, maquette, 1987
- QVOLT, voiture électrique, 2005

## Œuvres inspirées de l'auteur

### Animation

#### 1980-1989
- Dr Slump, série d'animation, Toeï Animation, avril 1981-19 février 1986
- Dr. Slump Arale-chan : Hello ! Wonder Island, film d'animation, Toeï Animation, juillet 1981
- Dr. Slump Arale-chan : Hoyoyo ! Space Adventures, film d'animation, Toeï Animation, juillet 1982
- Dr. Slump Arale-chan : Hoyoyo ! The Great Around-the-world Race, film d'animation, Toeï Animation, mars 1983
- Dr. Slump Arale-chan : Hoyoyo ! The Secret Treasure Of Nanaba Castle, film d'animation, Toeï Animation, décembre 1984
- Dr. Slump Arale-chan : Hoyoyo ! Mecapolis, Dream Capital, film d'animation, Toeï Animation, juillet 1985
- Dragon Ball, série d'animation, Toeï Animation, 26 février 1986-12 avril 1989
- Dragon Ball : La Légende de Shenron, film d'animation, Toeï Animation, décembre 1986
- Dragon Ball : Le Château du démon, film d'animation, Toeï Animation, juillet 1987
- Dragon Ball : L'Aventure mystique, film d'animation, Toeï Animation, juillet 1988
- Dragon Ball : Goku No Kotsu Ansen, film d'animation éducatif, Toeï Animation, en 1988
- Dragon Ball Z, série d'animation, Toeï Animation, 26 avril 1989-31 janvier 1996
- Dragon Ball Z : À la poursuite de Garlic, film d'animation, Toeï Animation, juillet 1989
- Dragon Quest : Abel Yuusha Densetsu, série d'animation, Toeï Animation, décembre 1989-avril 1991

#### 1990-1999
- Dragon Ball Z : Le Robot des glaces, film d'animation, Toeï Animation, mars 1990
- Dragon Ball Z : Le Combat fratricide, film d'animation, Toeï Animation, juillet 1990
- Dragon Ball Z : Baddack contre Freezer, film d'animation, Toeï Animation, octobre 1990
- Dragon Ball Z : La Menace de Namek, film d'animation, Toeï Animation, mars 1990
- Dragon Ball Z : La Revanche de Cooler, film d'animation, Toeï Animation, juillet 1990
- Fly, série d'animation, Toeï Animation, octobre 1991-septembre 1992
- Dragon Quest : Daï No Daïboken, film d'animation, Toeï Animation, 1991
- Dragon Quest : Tachiagare!! Aban No Shito, film d'animation, Toeï Animation, 1992
- Dragon Ball Z : Cent mille guerriers de métal, film d'animation, Toeï Animation, mars 1992
- Dragon Ball Z : L'Offensive des cyborgs, film d'animation, Toeï Animation, juillet 1992
- Dragon Ball Z : L'Histoire de Trunks, film d'animation, Toeï Animation, 24 février 1993
- Dragon Ball Z : Broly le super guerrier, film d'animation, Toeï Animation, mars 1993
- Dr. Slump Arale-chan : N'cha ! Clear Skies, Later Clearing, film d'animation, Toeï Animation, mars 1993
- Dragon Ball Z : Les Mercenaires de l'espace, film d'animation, Toeï Animation, juillet 1993
- Dr. Slump Arale-chan : N'cha ! With Love From Penguin Village, film d'animation, Toeï Animation, juillet 1993
- Dragon Ball Z : Le Plan d'anéantissement des Saïyens, OVA, Toeï Animation, août 1993
- Dragon Quest : Buchiyabure!! Shinsei 6 Daï Shôgun, film d'animation, Toeï Animation, 1993
- Dragon Ball Z : Rivaux dangereux, film d'animation, Toeï Animation, mars 1994
- Dragon Ball Z : Attaque Super Warrior !, film d'animation, Toeï Animation, juillet 1994
- Dr. Slump Arale-chan : Noyoyo! Accompanies By The Shark She Saved, film d'animation, Toeï Animation, 1994
- Go! Go! Ackman, film d'animation, 1994
- Dragon Ball Z : Fusions, film d'animation, Toeï Animation, mars 1995
- Dragon Ball Z : L'Attaque du dragon, film d'animation, Toeï Animation, juillet 1995
- Dragon Ball GT, série d'animation, Toeï Animation, 7 février 1996-19 novembre 1997
- Dragon Ball : L'Armée du Ruban Rouge, film d'animation, Toeï Animation, mars 1996
- Dragon Quest : Roto No Monshô, film d'animation, 1996
- Chrono Trigger: Convention Special, film d'animation, 1996
- Dragon Ball GT : Cent ans après, film d'animation, Toeï Animation, 26 mars 1997
- Dr Slump, série d'animation, Toeï Animation, 26 novembre 1997-26 novembre 1997
- Dr. Slump : Arale No Bikkuriman, film d'animation, Toeï Animation, mars 1999-septembre 1999

#### 2000-2009
- Blue Dragon, série d'animation, Toeï Animation, avril 2007
- Dragon Ball : Ossu ! Kaette Kita Son Goku To Nakama-tachi !!, film d'animation, Toeï Animation, septembre 2008
- Dragon Ball Z Kai, série d'animation, Toeï Animation, avril 2009-mars 2011

#### 2010-2019
- Dragon Ball Z: Battle of Gods, film d'animation, Toeï Animation, mars 2013
- Dragon Ball Z: La Revanche de F, film d'animation, Toeï Animation, avril 2015
- Dragon Ball Super, série d'animation ludo, Toeï Animation, juillet 2015

### Jeux vidéo

#### 1980-1989
- Dragon Ball Daihikyo, septembre 1986
- Dragon Ball : Le Secret du Dragon, Bandaï, novembre 1986
- Dragon Ball: Daimaō Fukkatsu, Bandaï, août 1988
- Dragon Ball 3: Goku Den, Bandaï, octobre 1989

#### 1990-1999
- Dragon Ball Z: Kyoshu ! Saiyan, Bandaï, octobre 1990
- Dragon Ball Z: Gekishin Freeza !!, Bandaï, août 1991
- Dragon Ball Z: Super Saiya Densetsu, Bandaï, janvier 1992
- Dragon Ball Z III Cyborg : Ressen Jinzoningen, Bandaï, août 1992
- Dragon Ball Z: Atsumare ! Goku Warudo, Bandaï, 1992
- Dragon Ball Z: Super Butōden, Bandaï, mars 1993
- Dragon Ball Z : Le Plan d'anéantissement des Saïyens (Dragon Ball Z Gaiden: Saiyajin Zetsumetsu Keikaku), Bandaï, août 1993
- Dragon Ball Z : La Légende Saien, Bandaï, décembre 1993
- Dragon Ball Z: L'Appel du Destin, Bandaï, décembre 1993
- Dragon Ball Z, Bandaï, 1993
- Dragon Ball Z: Shin Saiyajin Zenmetsu Keikaku - Chikuy-hen, Bandaï, septembre 1994
- Dragon Ball Z : Ultime Menace, Bandaï, septembre 1994
- Dragon Ball Z: Idainaru Son Gokū densetsu, Bandaï, novembre 1994
- Dragon Ball Z: Goku Hishoden, Bandaï, novembre 1994
- Dragon Ball Z Gaiden : Saiyajin Zetsumetsu Keikaku Uchu-hen, Bandaï, décembre 1994
- Dragon Ball Z 2: Super Battle, Bandaï, 1994
- Dragon Ball Z: V.R.V.S., Bandaï, 1994
- Go Go Ackman, 1994
- Dragon Ball Z: Super Goku Den - Totsugeki-hen, Bandaï, mars 1995
- Dragon Ball Z: Ultimate Battle 22, Bandaï, juillet 1995
- Dragon Ball Z: Goku Gekitoden, Bandaï, août 1995
- Dragon Ball Z: Super Goku Den - Kakusei-Hen, Bandaï, septembre 1995
- Dragon Ball Z: Shin Butôden, Bandaï, novembre 1995
- Go Go Ackman 2, 1995
- Go Go Ackman 3, 1995
- Dragon Ball Z: Hyper Dimension, Bandaï, mars 1996
- Dragon Ball Z: The Legend, Bandaï, mars 1996
- Dragon Ball Z : La Grande Légende des boules de cristal, Bandaï, mai 1996
- Dragon Ball: Final Bout, Bandaï, août 1997
- Dr. Slump, 1999

#### 2000-2009
- Dragon Ball Z: Collectible Card Game, Bandaï, mai 2002
- Dragon Ball Z : L'Héritage de Goku, Bandaï, mai 2002
- Dragon Ball Z: Legendary Super Warriors, Bandaï, août 2002
- Dragon Ball Z Budokai, Bandaï, novembre 2002
- Dragon Ball Z : L'Héritage de Goku II, Bandaï, juin 2003
- Dragon Ball Z Budokai 2, Bandaï, novembre 2003
- Dragon Ball Z: Taiketsu, Bandaï, novembre 2003
- Dragon Ball Z Budokai 3, Bandaï, février 2004
- Dragon Ball Z: Supersonic Warriors, Bandaï, mars 2004
- Dragon Ball Z: Buu's Fury, Bandaï, septembre 2004
- Dragon Ball: Advanced Adventure, Bandaï, novembre 2004
- Dragon Ball Z: Sagas, Bandaï, mars 2005
- Dragon Ball GT: Transformation, Bandaï, août 2005
- Dragon Ball Z: Budokai Tenkaichi, Bandaï, octobre 2005
- Dragon Ball Z: Supersonic Warriors 2, Bandaï, novembre 2005
- Super Dragon Ball Z, Bandaï, décembre 2005
- Dragon Ball Z: Shin Budokai, Bandaï, avril 2006
- Dragon Ball Z: Budokai Tenkaichi 2, Bandaï, octobre 2006
- Dragon Ball Z: Bakurestu Impact, Bandaï, mars 2007
- Dragon Ball Z : Harukanaru Densetsu, Bandaï, mars 2007
- Dragon Ball Z : Shin Budokai 2 Another Road, Bandaï, juin 2007
- Dragon Ball Z: Budokai Tenkaichi 3, Bandaï, octobre 2007
- Dragon Ball Z: W Bakurestu Impact, Bandaï, mai 2008
- Dragon Ball Z: Burst Limit, Bandaï, juin 2008
- Dragon Ball: Origins, Bandaï, septembre 2008
- Dragon Ball Z: Infinite World, Bandaï, décembre 2008
- Dragonball Evolution, Bandaï, mars 2009
- Dragon Ball Z: Attack of the Saiyans, Bandaï, mai 2009
- Dragon Ball: Revenge of King Piccolo, Bandaï, juillet 2009
- Dragon Ball: Raging Blast, Bandaï, novembre 2009
- Dragon Ball Z: Dragon Battlers, Bandaï, 2009

#### 2010-2014
- Dragon Ball: Origins 2, Bandaï, février 2010
- Dragon Ball Online, Bandaï, février 2010
- Dragon Ball Z: Tenkaichi Tag Team, Bandaï, septembre 2010
- Dragon Ball Heroes, Bandaï, novembre 2010
- Dragon Ball: Raging Blast 2, Bandaï, novembre 2010
- Dragon Ball Kai: Ultimate Butôden, Bandaï, février 2011
- Dragon Ball Z: Ultimate Tenkaichi, Bandaï, octobre 2011
- Dragon Ball Zenkai Battle Royale, Bandaï, mai 2011
- Dragon Ball Z for Kinect, Bandaï, octobre 2012
- Dragon Ball Z: Battle of Z, Bandaï, janvier 2014

### Manga: publications pour magazines
- Dragon Quest : La Quête de Daï, Shūeisha, 1989-1996
Scénario : Riku Sanjō - Dessin : Kōji Inada
- Dragon Quest : E No Michi, 1990
- Dragon Quest : Roto No Monshô, 1991
- Chotto Dake Kaettekita Dr. Slump, V Jump, 21 février 1993-21 septembre 1996
Scénario : Takao Koyama - Dessin : Katsuyoshi Nakatsuru
- Dragon Quest : Maboroshi No Daichi, 1997
- New Dr. Slump, V Jump, octobre 1997
Scénario : Takao Koyama - Dessin : Katsuyoshi Nakatsuru
- Dragon Quest : Eden No Senshitachi, 2001
- Dragon Ball : Ossu ! Kaette Kita Son Goku To Nakama-tachi !!, V Jump, mars 2009
Scénario : Takao Koyama - Dessin : Ooishi Naho
- Dragon Ball SD, Saikyō Jump, décembre 2010
Scénario et dessin : Ooishi Naho
- Dragon Ball: Episode of Bardock, Saikyo Jump, juin 2011-août 2011
Scénario et dessin : Ooishi Naho

### Films live
- Dragon Ball, 1990
- Dragon Ball, le film : La Légende des sept boules de cristal, 1991
- Dragonball Evolution, film américain, 20th Century Fox, mars 2009